# Matúš Malý
Matúš Malý (Dunajská Streda, 11 luglio 2001) è un calciatore slovacco, difensore del Ružomberok.

## Statistiche

### Presenze e reti nei club
Statistiche aggiornate al 21 gennaio 2023.
| Stagione                   | Squadra                    | Campionato                 | Campionato | Campionato | Coppe nazionali | Coppe nazionali | Coppe nazionali | Coppe europee | Coppe europee | Coppe europee | Altre coppe | Altre coppe | Altre coppe | Totale | Totale |
| Stagione                   | Squadra                    | Comp                       | Pres       | Reti       | Comp            | Pres            | Reti            | Comp          | Pres          | Reti          | Comp        | Pres        | Reti        | Pres   | Reti   |
| -------------------------- | -------------------------- | -------------------------- | ---------- | ---------- | --------------- | --------------- | --------------- | ------------- | ------------- | ------------- | ----------- | ----------- | ----------- | ------ | ------ |
| 2019-2020                  | DAC Dunajská Streda        | SL                         | 3          | 0          | CS              | 0               | 0               | UEL           | 0             | 0             | -           | -           | -           | 3      | 0      |
| 2020-gen. 2021             | DAC Dunajská Streda        | SL                         | 8          | 0          | CS              | 1               | 0               | UEL           | 0             | 0             | -           | -           | -           | 9      | 0      |
| gen.-giu. 2021             | Senica                     | SL                         | 1          | 0          | CS              | -               | -               | -             | -             | -             | -           | -           | -           | 1      | 0      |
| 2021-2022                  | DAC Dunajská Streda        | SL                         | 4          | 0          | CS              | 1               | 0               | UECL          | 0             | 0             | -           | -           | -           | 5      | 0      |
| Totale DAC Dunajská Streda | Totale DAC Dunajská Streda | Totale DAC Dunajská Streda | 15         | 0          |                 | 2               | 0               |               | 0             | 0             |             | -           | -           | 17     | 0      |
| 2022-2023                  | Ružomberok                 | SL                         | 11         | 0          | CS              | 1               | 0               | UECL          | 2             | 0             | -           | -           | -           | 14     | 0      |
| Totale carriera            | Totale carriera            | Totale carriera            | 27         | 0          |                 | 3               | 0               |               | 2             | 0             |             | -           | -           | 32     | 0      |

## Palmarès

### Club

#### Competizioni nazionali
- Coppa di Slovacchia: 1

Ružomberok: 2023-2024